# Herri Batasuna
Herri Batasuna (HB; pronunciado /errí batásuná/; «Unidad Popular» en euskera) fue un partido político español con presencia en País Vasco y Navarra que fue ilegalizado en 2003 por actuar como brazo político de Euskadi Ta Askatasuna (ETA). Se definía como de izquierda abertzale y su objetivo era la independencia y el socialismo para Euskal Herria.
Se originó como coalición en 1978 y se registró como partido político en 1986. En 2001 se refundó en Batasuna, al que pasaron la mayoría de sus miembros a excepción de la corriente crítica Aralar, que decidió fundar su propio partido. En 2003 el Tribunal Supremo, en aplicación de Ley de Partidos, resolvió por unanimidad la ilegalización y disolución de HB, de Euskal Herritarrok y de Batasuna por considerarlos parte de ETA.

## Características
Su estructura de funcionamiento se basaba en las Juntas de Apoyo Locales, estando por encima de éstas las asambleas de cada Herrialde (cada territorio de Euskal Herria). Finalmente las decisiones las tomaba la conocida como Mesa Nacional, que era el verdadero órgano de poder y decisión de HB, compuesta a su fundación por 31 miembros, cuatro por cada partido de la coalición en ese momento y 15 designados por las Juntas Locales; si bien las bases del partido podían revocar y sustituir a sus componentes.
La coalición era dirigida por su Mesa Nacional, constituida por sus representantes en los distintos territorios donde existía. Entre sus dirigentes más conocidos se encontraron Jon Idigoras, Tasio Erkizia, Santi Brouard, Txomin Ziluaga, Iñaki Esnaola, Iñaki Ruiz de Pinedo, Karmelo Landa o Rakel Peña.
Su programa político defendió durante años la Alternativa KAS para la independencia de Euskal Herria, sin admitir posibilidades reformistas o intermedias; por ello, rechazaron siempre tanto la Constitución española de 1978 como el Estatuto de Autonomía del País Vasco y el Amejoramiento de Navarra. También se opuso a la permanencia de España en la OTAN en el referéndum de 1986. En las elecciones de 1996 defendió la denominada Alternativa Democrática, que venía a sustituir a la Alternativa KAS y que, al igual que esta, había sido propuesta por ETA.

## Antecedentes
Tras la muerte del dictador Francisco Franco y el fin de su régimen, tuvo comienzo en España el proceso conocido como Transición Española. En aquel momento las fuerzas políticas del nacionalismo vasco de izquierdas, algunas de las cuales tenían su origen en diversas escisiones de la organización terrorista Euskadi Ta Askatasuna (ETA), se encontraban fraccionadas en varios partidos y en diversas posturas frente a los acontecimientos de esos años. Cabe destacar que, pese a esta diversificación, en 1975 se había creado la Koordinadora Abertzale Sozialista (KAS) para coordinar las diferentes acciones de las organizaciones afines al Movimiento de Liberación Nacional Vasco (MLNV), tanto legales como ilegales, tendentes a la consecución de sus objetivos políticos así como para servir de mesa de debate entre ellas, siendo este uno de los órganos que sirvieron de base para la futura creación de Herri Batasuna.
Así, en 1977 existían varios partidos políticos nacionalistas de izquierda: Acción Nacionalista Vasca (ANV), Euskal Sozialistak Elkartzeko Indarra (ESEI), Partido Socialista Vasco (ESB-PSV), Euskal Herriko Alderdi Sozialista (EHAS), Euskal Iraultzarako Alderdia (EIA) y Langile Abertzale Iraultzaileen Alderdia (LAIA). En medio de diversas movilizaciones por parte de la izquierda abertzale por la amnistía de los presos de ETA, el 15 de junio de 1977 se celebraron las primeras elecciones democráticas tras la muerte de Franco, presentándose a ellas cuatro de estos partidos: ESB, ANV, ESEI y Euskadiko Ezkerra (EE) (coalición de EIA y el Movimiento Comunista de Euskadi). Por otro lado, LAIA y EHAS —este último refundado en Herri Alderdi Sozialista Iraultzailea (HASI) ese mismo año— pidieron la abstención activa hasta la consecución de la amnistía. La KAS quedaba así dividida en su estrategia.
Las consecuencias de estas actitudes fueron diversas: el distanciamiento entre ETA (m) —que apoyaba la postura abstencionista de LAIA, EHAS y KAS— y ETA (pm) —que apoyaba a EIA y EE—; la escasa representación electoral obtenida por los partidos participantes en el proceso electoral (EE obtuvo un diputado y un senador, y ESEI un senador); y el fracaso de los que propugnaron la abstención, que no fue mucho mayor que en otras regiones españolas (22,77 % en el País Vasco y 17,76 % en Navarra frente al 21,17 % en toda España).
Mientras el PNV se organizaba para encabezar el camino hacia el Estatuto de Autonomía y ETA (m) insistía en su negativa a abandonar las armas pese a los avances democráticos, las fuerzas abertzales continuaban con sus movilizaciones pese a las diferentes posiciones entre ellas. Así, HASI se radicaliza en su oposición al proceso estatutario y constitucional y en su rechazo a la vía institucional, EIA por su parte se distancia de KAS y dentro de ESB y ANV surgen tendencias a seguir la línea de HASI y a buscar alianzas para las futuras elecciones.

## Historia

### La Mesa de Alsasua
A pesar de la división de opiniones, el 24 de octubre de 1977 se constituyó la Mesa de Alsasua a iniciativa del veterano nacionalista Telesforo de Monzón, con la participación de HASI (antigua EHAS), LAIA, ESB-PSV, ANV y EIA, y con el fin de organizar a diversos grupos en torno a la Alternativa KAS y a los siguientes acuerdos:

1. Concurrir unida toda la izquierda abertzale a las elecciones municipales y presentar una alternativa nacional y de clase.
2. Dar carácter duradero a esta alianza y hacerla extensible a otros partidos de izquierda estatales, siempre que éstos acepten la estrategia nacional de la política vasca.
3. No aceptar ningún régimen que pudiera dejar de lado a Navarra, ni ningún Estatuto de Autonomía que pudiera redactarse antes de las elecciones municipales y a tenor de las elecciones generales del 15 de junio de 1977.
4. Elaborar un programa con los siguientes puntos: democratización de las instituciones, legalización de todos los partidos, reconocimiento de la soberanía nacional de Euskadi Sur, la no separación de Navarra y mejoras sociales de base (Alternativa K.A.S.). Las finalidades de la alianza son una Euskadi libre, reunificada, socialista y euskaldun.

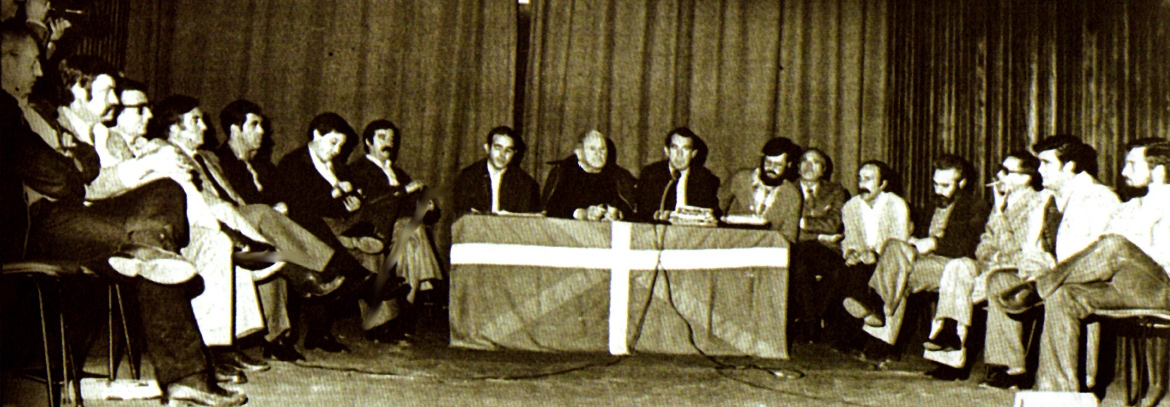
La Mesa de Alsasua, constituida en octubre de 1977 en dicha localidad de Navarra por diversas fuerzas nacionalistas vascas y de izquierda.

Pese a haber firmado ANV el «Compromiso Autonómico» en mayo de 1977, ESB y ANV se vieron involucrados en la Mesa de Alsasua más por iniciativa de sus líderes que de sus bases. Por otro lado, la dirección de EIA, elegida entre los días 8 y 12 de octubre, decide el día 16 aceptar el régimen preautonómico, lo cual lleva a que EIA y EE se distanciaran de la Mesa. Asimismo, LAIA fue acusada durante los meses iniciales de 1978, de ser una marioneta en manos de EIA, siendo acusada igualmente esta última de mantener cierta ambigüedad frente a su actitud de participar o no en las instituciones.
La creación en enero de 1978 del Consejo General Vasco, órgano preautonómico del País Vasco que incluía los territorios de Álava, Vizcaya y Guipúzcoa pero excluía Navarra, hizo que la Mesa de Alsasua presentara una alternativa sobre la territorialidad que también cosechó la adhesión de los extraparlamentarios Partido Carlista de Euskalherria, Organización Comunista de España (Bandera Roja) (OCE-BR) y Liga Komunista Iraultzailea (LKI).

«Conseguido ya el reconocimiento del Marco Territorial de Euskadi Sur y ante la regresión que supondría la puesta en vigor de un Preautonómico sin Nafarroa, proponemos que, al igual que los parlamentarios navarros decidirán no incluirse en el Preautonómico, lo hagan los parlamentarios vizcaínos, alaveses y guipuzcoanos, en tanto no se produzca una decisión unánime de incorporación en las cuatro regiones, situación que pudiera producirse tras las Elecciones Municipales.»

### La coalición Herri Batasuna
El 27 de abril de 1978, la Mesa de Alsasua se transforma en Herri Batasuna (HB), que quedó finalmente constituida como coalición de ANV, ESB-PSV (partidos ya legales), LAIA, HASI (partidos no registrados legalmente) y el grupo de independientes de la Junta de Apoyo (Telesforo Monzón, José Luis Elkoro, Jon Idigoras, Jokin Gorostidi, Pedro Solabarria y José Ángel Iribar, entre otros), y que contó con el apoyo del bloque KAS y de ETA (m).
Dentro del mismo movimiento de convergencia que representó la creación de HB se situaban otras organizaciones integrantes de KAS (como Gestoras Pro Amnistía, el sindicato LAB, u otros grupos como ASK) y diversas personalidades independientes como Miguel Castells, Eva Forest, Alfonso Sastre, José Bergamín y el propio Telesforo de Monzón.
De este modo la izquierda abertzale quedó dividida en dos sectores, representados por Euskadiko Ezkerra (EE) y por Herri Batasuna (HB), con un trasvase de militantes entre ambas coaliciones que duraría años, según las posturas adoptadas por cada una de ellas en cada momento. Finalmente sería HB, apoyada por KAS, la que se haría con el control de la mayor parte de las organizaciones y medios afines a la izquierda abertzale, como por ejemplo el diario Egin o la revista Punto y Hora. Mientras que EE contaba con el apoyo de ETA (pm), HB contaba con el de ETA (m), sin que ninguna de las dos coaliciones condenaran las acciones terroristas de estas organizaciones.
Mientras llegaban las elecciones de 1979, HB, junto con ETA (m), aglutinaba el descontento con las reformas en marcha y la oposición al proyecto de autonomía que se iba concibiendo. Para el referéndum para la ratificación de la Constitución española del 6 de diciembre de 1978 HB, al igual que EIA, pidió el «no». No obstante, la mayoría de votantes del País Vasco y Navarra apoyaron el «sí», aunque en menor porcentaje que en el total de España. La abstención, en cambio, fue significativamente elevada en el País Vasco (55,35 % frente al 32,89 % del conjunto de España) y solo ligeramente superior en Navarra (33,37 %).
Herri Batasuna obtuvo un inesperado éxito en las elecciones generales de marzo de 1979, en las que obtuvo 172 110 votos (0,96 %), 3 diputados y 1 senador. El buen resultado se mantendría un mes más tarde en las primeras elecciones municipales y al Parlamento de Navarra de abril, obteniendo 165 000 votos (1,0 %) y 260 concejales en las primeras y 28 244 votos (12,11 %), 9 diputados y un diputado foral en las segundas, llegando a ser José Antonio Urbiola vicepresidente del Parlamento de Navarra. Tras estos resultados, dentro de HB surgió el debate sobre si participar o no en las instituciones; las únicas instituciones en las que se había decidido participar a priori eran los ayuntamientos. HB decidió participar también en el Parlamento y la Diputación navarros de cara a trabajar para que Navarra entrara en una comunidad autónoma junto a los Territorios históricos, mientras que no participará en las Diputaciones Vascas, pese a la defensa de la participación en todas las instituciones por parte de algunos de sus líderes, como Patxi Zabaleta, quedando pues sus escaños vacíos.
Finalmente, la Comisión Constitucional del Congreso de los Diputados aprobaría, el 21 de julio de 1979, una ponencia del Estatuto Vasco en la que se establece que el ingreso de Navarra podrá efectuarse mediante un plebiscito previo en Navarra y otro, posterior, a nivel de las cuatro provincias, para aprobar la reforma del Estatuto en el que ingresara el nuevo componente.
En los meses siguientes tiene lugar el referéndum sobre el Estatuto de Autonomía del País Vasco, con ETA (m) en contra y ETA (pm), junto con EE, a favor. Por su parte, Herri Batasuna, junto con EMK y LKI, propugnaría la abstención, que alcanzó el 41,14% pero fue inferior a la registrada en las elecciones municipales. En esta época empiezan a darse las primeras acciones policiales contra HB por su colaboración con ETA.
El 28 de septiembre de 1979 Tomás Alba Irazusta, concejal de Herri Batasuna en San Sebastián fue asesinado por el grupo terrorista ultraderechista Batallón Vasco Español (BVE).
A principios de 1980, LAIA y ESB abandonan la coalición aduciendo el carácter preponderante que KAS había tomado en esta marginando a los sectores partidarios de la participación de Herri Batasuna en las instituciones políticas. Para algunos historiadores, esto significaría que ETA-militar habría tomado el control de la coalición, marginando a los partidos políticos que la habían creado. Pese al cambio que supuso en la composición de la hasta entonces coalición, el hecho tuvo un coste electoral asumible para Herri Batasuna, pues en las primeras elecciones al Parlamento Vasco de 1980, obtuvo 151 636 votos (el 16,55 % frente al 20,48 % conseguido en las elecciones a Juntas Generales del año anterior) y 11 diputados, erigiéndose en la segunda fuerza política del País Vasco. Ninguno de los diputados de HB ocuparía su escaño.

### Las décadas de 1980 y 1990
El 20 de noviembre de 1984 el miembro del Parlamento Vasco Santiago Brouard —presidente de HASI y miembro de la Mesa Nacional de HB— fue asesinado por dos miembros de los Grupos Antiterroristas de Liberación (GAL) en su clínica de Bilbao.
Herri Batasuna se convertiría durante la década de 1980 en el partido referente de la izquierda abertzale, concitando el respaldo de EMK y LKI, dos partidos vascos de extrema izquierda que apoyaron a HB en diversas convocatorias electorales, así como de otros movimientos políticos de extrema izquierda y/o soberanistas de España; lo que le llevó en 1987 a conseguir las mayores cotas de expresión política.
En las elecciones europeas de 1987 Herri Batasuna consiguió 367 000 votos en toda España (251 000 votos en el País Vasco y Navarra) y consiguió un escaño en el Parlamento Europeo para su cabeza de lista, Txema Montero. Para dichas elecciones HB movilizó gran cantidad de recursos para la campaña fuera del País Vasco y Navarra. Recabó el apoyo de los partidos Batzarre (que también apoyó a HB en las europeas y generales de 1989), Moviment d'Esquerra Nacionalista, Moviment de Defensa de la Terra-IPC, Partido Comunista de Liberación Nacional, Liga Comunista Revolucionaria, Movimiento Comunista de España, Unidad Popular Castellana, Galicia Ceibe, Ensame Nacionalista Astur, Frente de Izquierdas, Choven Chermanías, el Sindicato Unitario, e incluso miembros del Sindicato de Obreros del Campo y CCOO a título personal; todos ellos pidieron el voto para Herri Batasuna.
En las elecciones al Parlamento de Navarra de 1987, con una participación electoral superior a los anteriores dos comicios, aumentó hasta los 38 111 votos, aupándose como el tercer partido político tras PSN-PSOE y UPN en lo que sería su mejor resultado en esta Comunidad Foral. En 1991 conseguiría 30 762 votos, descendiendo a 27 404 votos en 1995, año en el que pasaría a ser el quinto partido del Parlamento de Navarra por el mayor ascenso de CDN e IUN.
En 1988, todas las formaciones políticas con representación parlamentaria, a excepción de Herri Batasuna, suscribieron el Pacto de Ajuria Enea por la paz y contra el terrorismo, lo que trajo consigo tratar de deslegitimar a HB y desalojarla del mayor número de instituciones para debilitarla y frenar su auge electoral.
El 20 de noviembre de 1989 Josu Muguruza, parlamentario de Herri Batasuna en el Congreso de los Diputados, fue asesinado en un atentado contra varios parlamentarios y senadores de Herri Batasuna en Madrid. Posteriormente sería condenado como autor del crimen el policía Ángel Duce y absuelto por falta de pruebas el conocido ultraderechista Ricardo Sáenz de Ynestrillas Pérez, no pudiéndose esclarecer la identidad de otros colaboradores.
En 1993 murió en las dependencias de la Guardia Civil tras un interrogatorio, Gurutze Iantzi, concejal de Herri Batasuna en la localidad vasca de Urnieta.
Posteriormente se hizo pública la existencia en esos años del llamado "Terrorismo de Estado" perpetrado por los GAL, siendo condenados judicialmente a penas de prisión diversos altos dirigentes del PSE y PSOE, entre otros el Delegado del Gobierno en Guipúzcoa y el Secretario de Estado de Seguridad.
Las elecciones de 1996 propiciaron un cambio de Gobierno español en favor del Partido Popular, entre otras razones por el conocimiento público de las actividades realizadas por los GAL. Eligiéndose como presidente a José María Aznar, que poco antes había sufrido un atentado de ETA, con el apoyo parlamentario del PNV.
Por otro lado, durante esos años HB alcanzó un acuerdo estratégico de colaboración con Ezkerreko Mugimendu Abertzalea (EMA), Euskal Batasuna (EB) y Herriaren Alde (HA) para defender los objetivos de la izquierda abertzale de manera coordinada a ambos lados de los Pirineos.
En 1997, el juez Baltasar Garzón de la Audiencia Nacional ordenó la detención de los 23 miembros de la Mesa Nacional por colaboración con banda armada, tras el intento de difusión como cuña electoral en la propaganda electoral televisiva gratuita de un vídeo en el que Euskadi Ta Askatasuna presentaba su denominada Alternativa Democrática, siendo condenados a siete años de cárcel cada uno de ellos por el Tribunal Supremo. Así, se formó una nueva Mesa Nacional cambiando todos sus miembros. La sentencia sería anulada posteriormente por el Tribunal Constitucional «debido a la falta de proporción de la pena legalmente prevista». Sin embargo, según la Fiscalía, «ni sus hechos probados ni sus fundamentos jurídicos fueron puestos en tela de juicio por el supremo intérprete de la Constitución».

### Euskal Herritarrok
Durante la tregua de ETA de 1998, declarada tras la firma del pacto de Estella, Herri Batasuna decidió participar en las elecciones de 1998 y 1999 dentro de la plataforma electoral Euskal Herritarrok (EH), que recogía tanto a los miembros de HB como a otros grupos menores como Batzarre o Zutik.
Euskal Herritarrok obtuvo en las elecciones de 1999 en Navarra 47 271 votos, 14 000 menos que la segunda fuerza, el PSN-PSOE, en una cita electoral que supuso el incremento espectacular de los dos opuestos políticos: UPN y EH. Esta tendencia se vio reflejada también en Pamplona, en la que UPN fue la lista más votada, EH la segunda con 6 concejales (que acabarían en 5 cuando Batzarre se desvinculó al romperse la tregua de ETA) y el PSN-PSOE con 4, quedando el resto de formaciones a bastante distancia de estas dos. La expresa renuncia a la violencia le llevó a formar gobiernos de coalición con diversos partidos, que al poco tiempo debieron disolverse al no condenar diversos episodios de violencia como en el caso de Villava (Navarra).
El 2 de enero de 1999 fue investido lehendakari del País Vasco Juan José Ibarretxe con el apoyo de PNV, EA y EH. En marzo de 1999 se llegaba a un pacto de gobierno entre las tres fuerzas nacionalistas, formándose un gobierno de coalición entre el PNV y EA.
Posteriormente, en mayo de 1999 se firmó un acuerdo de legislatura con EH. En dicho acuerdo EH renunciaba a la vía armada en beneficio de la política y por ello dicho acuerdo expresaba:

«Reiteramos nuestra apuesta inequívoca por las vías exclusivamente políticas y democráticas para la solución del conflicto de naturaleza política existente en Euskal Herria.»

La ruptura de la tregua por parte de ETA supuso el fin del acuerdo parlamentario con EH, que no condenó el posterior atentado y abandonó la cámara vasca en septiembre de 2000 anunciando que solo volvería al Parlamento de Vitoria en "ocasiones puntuales" y dejando al gobierno PNV-EA en minoría parlamentaria que propiciaría la dura campaña autonómica del 2001 en esta Comunidad. Batzarre y Zutik por su parte se desmarcaron de la EH y abandonaron la coalición.
En las elecciones al Parlamento Vasco de 2001 también participó bajo estas siglas pese a ser HB el único integrante. En estos comicios perdió la mitad de su representación, pasando de 14 a 7 escaños. Por esas fechas HB había entrado en un proceso que llevaría a su refundación en Batasuna, un nuevo proyecto político en el que no participaría un sector de la militancia de HB que acabaría creando el partido Aralar.

### Batasuna
En 2001 Herri Batasuna se refundó en Batasuna. La nueva formación quería tener presencia en toda Euskal Herria, ya que tanto HB como EH eran coaliciones que solo actuaban en España y no en el País Vasco francés. Sin embargo, Abertzaleen Batasuna (AB) rechazó mayoritariamente la fusión y solo un sector minoritario se integró en el nuevo partido. Según la Fiscalía española, en la refundación influyó más la amenaza de ilegalización pendiente sobre HB y EH. De hecho, en 2003, HB, EH y Batasuna fueron ilegalizados en España en virtud de la Ley de partidos, mientras que Batasuna siguió siendo legal en Francia.

## Aralar
En la década de 1990 se creó una corriente crítica dentro de HB y posteriormente en Euskal Herritarrok (EH), liderada por Patxi Zabaleta y con una presencia especialmente importante en Navarra. Con el proceso de refundación que daría lugar a Batasuna se abrió un debate sobre la actitud de la llamada izquierda abertzale respecto a ETA y esta corriente presentó una de las tres ponencias (junto con Piztu y Arragoa) que cuestionaban la estrategia de la violencia. Finalmente la corriente crítica decidió no participar en la nueva formación y fundó su propio partido Aralar, autodenominado independentista, de izquierdas y de izquierda abertzale; y que rechazaba y condenaba todo tipo de violencia. En las elecciones al Parlamento de Navarra de 2003, Aralar obtuvo 23 697 votos y se convirtió en cuarta fuerza política por detrás de UPN, PSN e IUN.

## Ilegalización
Desde su nacimiento, Herri Batasuna fue acusada de apoyar o colaborar con ETA e incluso de ser su brazo político, basándose principalmente en que:
- La Mesa Nacional de HB o algunos de sus miembros hicieron declaraciones consideradas favorables a ETA, como identificar el voto a la coalición con el voto a ETA en 1979 y 1982,[25][26] o animar a los ciudadanos a integrarse en la organización terrorista.[27]
- La coalición presentó con frecuencia como candidatos en las elecciones a miembros o exmiembros de ETA, y muchos de sus miembros y partidarios fueron detenidos por colaboración con banda armada.[28][29][30]
- Sus dirigentes y representantes electos promovieron frecuentemente actos de homenaje y apoyo a miembros de ETA y, en ocasiones, de los CAA.[31][32][33][34][35][36][37]
- En diversas manifestaciones convocadas por Herri Batasuna se corearon gritos de apoyo a ETA.[38][39]
- ETA pidió el voto para la coalición en varias ocasiones,[40][41][42] así como emitió directrices políticas para ella en sus comunicados.
- HB fue la única agrupación política con representación en el País Vasco y Navarra que siempre se negó a condenar de forma oficial el uso de la violencia por parte de ETA, a pesar de la presión ejercida por amplios sectores para que lo hiciera.

Pese a que la coalición negó en varias ocasiones tener vínculos con ETA, denunciando las acusaciones como parte de una campaña contra el movimiento independentista, en varias ocasiones se consideró desde algunos círculos políticos la posibilidad de ilegalizar esta fuerza política. Esta situación, unida al posterior cierre por orden judicial (anulada en 2009 por el Tribunal Supremo) de Egin, diario de la misma tendencia ideológica, colocó a Herri Batasuna en el camino a su posterior ilegalización.
En un auto de la Audiencia Nacional firmado por Baltasar Garzón en enero de 1996 se señalaba que la coordinadora KAS debía ser investigada ya que era muy posible que sus miembros pudieran pertenecer a ETA, tanto como miembros de la dirección como de colaboradores. Finalmente, el 20 de noviembre de 1998 KAS fue declarada como organización ilegal por servir de soporte político a las actividades terroristas de ETA así como por considerarla parte de esta.
En 1998 se inicia un Sumario y una actuación judicial contra todo el supuesto entorno de HB y ETA, que hasta 2009 no tendría una sentencia firme. Asimismo, salió a la luz que el CESID realizó escuchas ilegales en la sede de la formación en Vitoria durante 10 años.
Mientras, en el Congreso de los Diputados era aprobada el 27 de abril de 2002 la Ley Orgánica 6/2002, de 27 de junio, de Partidos Políticos, llamada Ley de Partidos cuyo objetivo era «garantizar» el funcionamiento del sistema democrático:

«impidiendo que un partido político pueda, de forma reiterada y grave, atentar contra ese régimen democrático de libertades, justificar el racismo y la xenofobia o apoyar políticamente la violencia y las actividades de las bandas terroristas.»

El 26 de febrero de 2002, el gobierno de los Estados Unidos emitió una orden por la que se añadía a Euskadi ta Askatasuna, Euskal Herritarrok, Herri Batasuna, Jarrai, Haika, Segi y las Gestoras Pro Amnistía, a su lista de organizaciones terroristas.
Finalmente, el 27 de marzo de 2003 el Tribunal Supremo decidió disolver Herri Batasuna, Euskal Herritarrok y Batasuna al amparo de la conocida como Ley de Partidos al considerar probado que la creación de Batasuna fue:

un hecho instrumental por parte de la organización terrorista ETA, que forma parte de ella y que es incompatible el ejercicio de la política con la invocación, defensa o justificación de la violencia como método válido para su ejercicio.

El Tribunal Supremo dictaminó que disolver Herri Batasuna era necesario para "preservar la democracia" y ordenó la apertura del proceso de liquidación del patrimonio de las tres formaciones. Asimismo, advirtió que tomaría la misma medida contra los partidos que intentaran continuar la labor desarrollada por estas organizaciones, a las que señaló como "complementos de E.T.A.". El 26 de agosto de 2002 se dicta un Auto judicial que ordenaba la suspensión total de las actividades de Batasuna, así como la clausura de sus sedes y su página web, con la prohibición expresa de efectuar ningún acto político o de propaganda. Si bien Batasuna compareció en el procedimiento judicial, nadie se presentó para hacer lo propio por Herri Batasuna, por lo que fue juzgada y condenada en rebeldía. Pese a ello, HB sí interpuso recurso de amparo ante el Tribunal Constitucional, que fue desestimado por Sentencia de 16 de enero de 2004. Herri Batasuna presentó entonces demanda ante el Tribunal Europeo de Derechos Humanos, alegando, entre otras cosas, que se había aplicado retroactivamente la Ley de forma desfavorable para ella. El recurso fue desestimado por unanimidad mediante Sentencia de 30 de junio de 2009, que consideraba que no se había violado precepto alguno de la Convención Europea de Derechos Humanos.
Tras su ilegalización, la negativa del presidente del Parlamento Vasco Juan María Atutxa a disolver Sozialista Abertzaleak (nombre adoptado por el grupo parlamentario de Euskal Herritarrok), le originó junto con otros miembros de la Cámara un procesamiento penal del que en primera instancia todos ellos resultaron absueltos sin cargos. Sin embargo, el fallo fue recurrido ante el Tribunal Supremo y finalmente fueron condenados a penas de inhabilitación en enero de 2008.

## Resultados electorales
Desde su fundación Herri Batasuna se presentó a todas las citas electorales del País Vasco y Navarra, así como a las elecciones generales españolas entre 1979 y 1996 y a las elecciones europeas de 1987, 1989 y 1994; en las elecciones generales del 2000 pidió la abstención. En las elecciones celebradas en 1998, 1999 y 2001 se presentó dentro de Euskal Herritarrok.
Pese a que participó en la mayor parte de elecciones celebradas en España desde su origen, su postura fue durante muchos años la de abstenerse de participar en las instituciones excepto en los Ayuntamientos.

### Elecciones a Cortes Generales de España
| Comicios | Votos   | %    | Diputados (País Vasco y Navarra) | Senadores |
| -------- | ------- | ---- | -------------------------------- | --------- |
| 1979     | 172 110 | 0,96 | 3/26                             | 1/208     |
| 1982     | 210 601 | 1,0  | 2/26                             | 0/208     |
| 1986     | 231 722 | 1,15 | 5/26                             | 1/208     |
| 1989     | 217 278 | 1,06 | 4/26                             | 3/208     |
| 1993     | 206 876 | 0,88 | 2/24                             | 0/208     |
| 1996     | 181 304 | 0,72 | 2/24                             | 0/208     |
| 2000 a   | —       | —    | —                                | —         |

a Pidió la abstención.

### Elecciones al Parlamento Europeo
| Elecciones y fecha                         | Votos         | %    | Diputados | Nombre           |
| ------------------------------------------ | ------------- | ---- | --------- | ---------------- |
| Elecciones al Parlamento Europeo de 1987   | 360 952 (#6)  | 1,87 | 1         | Txema Montero    |
| Elecciones al Parlamento Europeo de 1989   | 269 094 (#10) | 1,70 | 1         | Txema Montero    |
| Elecciones al Parlamento Europeo de 1994   | 180 324 (#8)  | 0,97 | 0         | -                |
| Elecciones al Parlamento Europeo de 1999 b | 306 923 (#8)  | 1,45 | 1         | Koldo Gorostiaga |

b Dentro de la coalición Euskal Herritarrok.

### Elecciones al Parlamento Vasco
| Comicios | Candidato        | Votos        | %     | Diputados | +/-         |
| -------- | ---------------- | ------------ | ----- | --------- | ----------- |
| 1980     | Telesforo Monzón | 151 636 (#2) | 16,55 | 11/60     |             |
| 1984     |                  | 157 389 (3º) | 14,65 | 11/75     | Sin cambios |
| 1986     | Iñaki Esnaola    | 199 900 (3º) | 17,47 | 13/75     | 2           |
| 1990     | Iñaki Esnaola    | 186 410 (3º) | 18,33 | 13/75     | Sin cambios |
| 1994     | Karmelo Landa    | 166 147 (3º) | 16,29 | 11/75     | 2           |
| 1998 b   | Arnaldo Otegi    | 224 001 (3º) | 17,91 | 14/75     | 3           |
| 2001 c   | Arnaldo Otegi    | 143 139 (4º) | 10,12 | 7/75      | 7           |

b Dentro de la coalición Euskal Herritarrok.

c Bajo la denominación Euskal Herritarrok, de la que HB era el único componente.

### Elecciones al Parlamento de Navarra
| Comicios | Candidato            | Votos       | %     | Diputados | +/- |
| -------- | -------------------- | ----------- | ----- | --------- | --- |
| 1979     | Ángel García de Dios | 28 244 (4º) | 12,11 | 9/70      |     |
| 1983     | Iñaki Aldekoa        | 28 055 (4º) | 10,62 | 6/50      | 3   |
| 1987     | Iñaki Aldekoa        | 38 138 (3º) | 13,68 | 7/50      | 1   |
| 1991     | Patxi Zabaleta       | 30 762 (3º) | 11,20 | 6/50      | 1   |
| 1995     | Patxi Zabaleta       | 27 404 (5º) | 9,43  | 5/50      | 1   |
| 1999 b   | Pernando Barrena     | 47 271 (3º) | 15,58 | 8/50      | 3   |

b Dentro de la coalición Euskal Herritarrok.

### Elecciones municipales
| Comicios | Votos   | %    | Concejales |
| -------- | ------- | ---- | ---------- |
| 1979     | 165 000 | 1,0  | 260/8223   |
| 1983     | 158 000 | 0,8  | 385/8199   |
| 1987     | 239 010 | 1,23 | 669/8186   |
| 1991     | 199 090 | 1,06 | 701/8328   |
| 1995     | 184 742 | 0,83 | 621/8426   |
| 1999 b   | 272 446 | 1,28 | 890/8497   |

b Dentro de la coalición Euskal Herritarrok.

### Elecciones a las Juntas Generales del País Vasco
| Comicios | Votos   | %     | Junteros | Posición |
| -------- | ------- | ----- | -------- | -------- |
| 1979     | 169 653 | 20,48 | 38/228   | 2.º      |
| 1983     | 142 481 | 14,32 | 20/153   | 3.º      |
| 1987     | 207 382 | 19,40 | 32/153   | 2.º      |
| 1991     | 172 844 | 17,57 | 27/153   | 3º       |
| 1995     | 160 552 | 14,70 | 20/153   | 2.º      |
| 1999 b   | 228 528 | 20,04 | 29/153   | 2.º      |

b Dentro de la coalición Euskal Herritarrok.
(Fuentes: Ministerio del Interior y Gobierno Vasco)